# Il sipario strappato
Il sipario strappato (Torn Curtain) è un film statunitense del 1966 diretto da Alfred Hitchcock.

## Trama

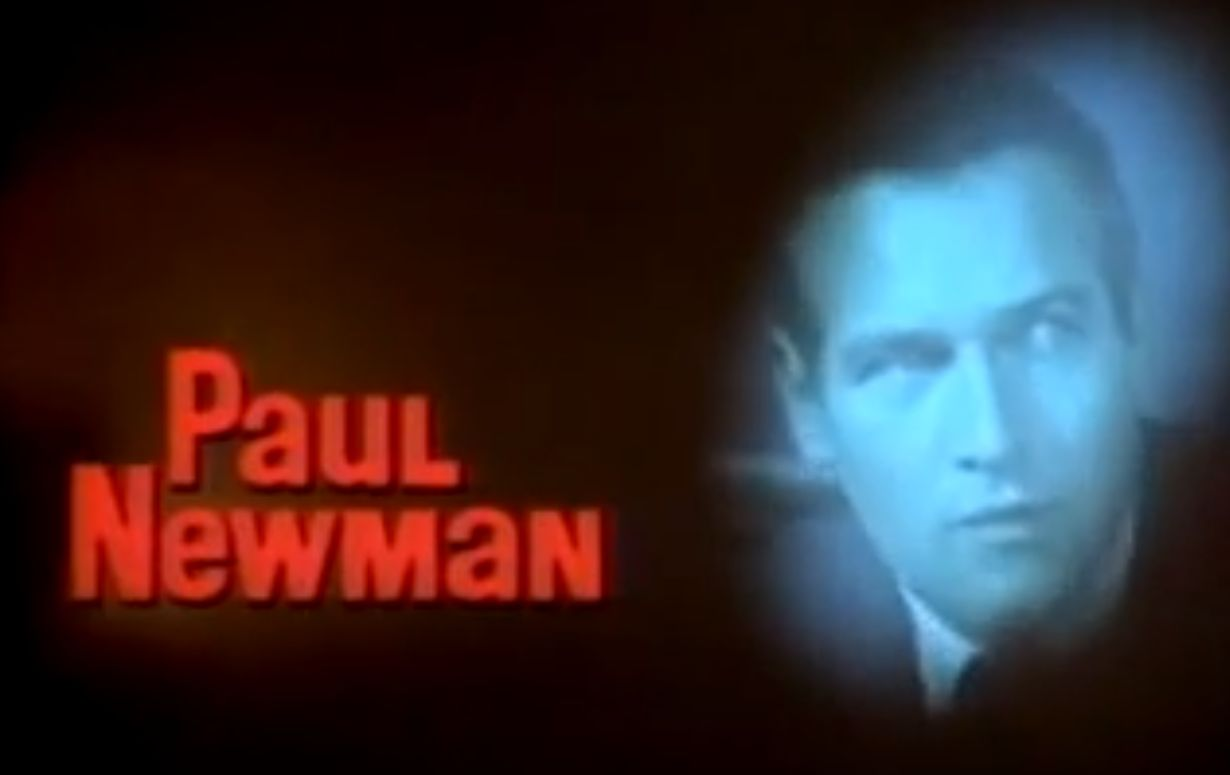
Paul Newman nel trailer

Nell'Europa della guerra fredda, il fisico americano Armstrong va a Copenaghen per un congresso internazionale. Da qui, tra l'incredulità di tutti, compresa quella della fidanzata, passa oltrecortina a lavorare con gli scienziati del blocco comunista; la sua assistente e fidanzata Sarah tuttavia, intromettendosi indebitamente, gli complica notevolmente la vita seguendolo di nascosto.

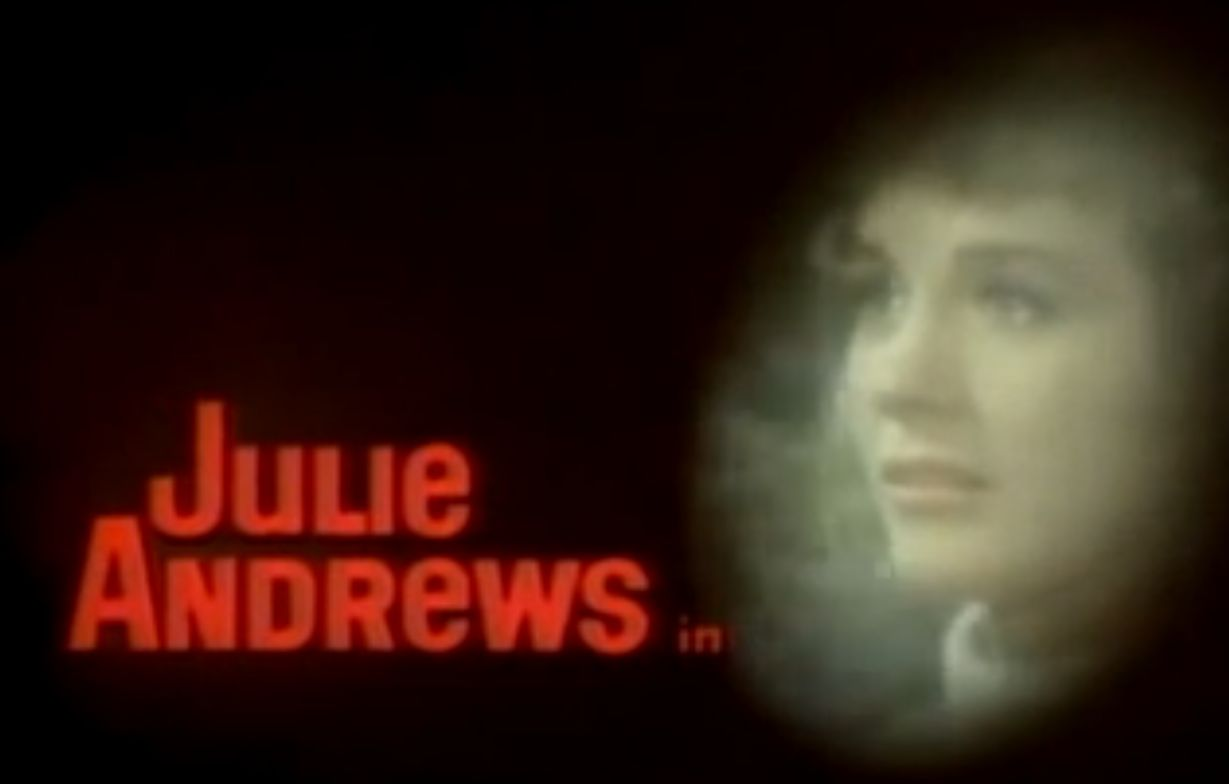
Julie Andrews nel trailer

Armstrong parte per Berlino Est e all'aeroporto d'arrivo il giovane scienziato viene accolto entusiasticamente dal vicecapo del governo della DDR e poi dai giornalisti, fra i quali molti del blocco occidentale, nella sala stampa dell'aeroporto. L'arrivo di un transfuga dagli Stati Uniti d'America in un paese socialista è infatti una notizia più unica che rara: la cortina di ferro veniva allora attraversata in continuazione, con i mezzi e gli stratagemmi più strampalati, ma solo nella direzione opposta. Naturalmente c'è chi pensa che la conversione del giovane fisico americano non sia così sincera come appare, e in particolare la pensa così l'onnipresente Hermann Gromek, agente dei servizi di sicurezza tedesco-orientali, che gli viene messo, dichiaratamente, alle calcagna.
In attesa del trasferimento a Lipsia, nella cui università dovrà incontrare il professor Gustav Lindt, con il quale collaborerà alla messa a punto di un sistema di missili antimissile, Armstrong cerca di contattare il membro designato di Pi-greco, un'organizzazione clandestina che si occupa di aiutare a fuggire in Occidente chi se ne vuole andare dalla DDR, per concordare il piano di fuga dopo che avrà raggiunto il proprio obbiettivo. Infatti Armstrong fa il doppio gioco: vuole intrufolarsi nei laboratori missilistici della DDR per carpire il segreto d'una formula molto importante, a vantaggio degli Stati Uniti. Trovato il contatto, interviene Gromek, che però viene ucciso dalla moglie del contatto e da Armstrong, che subito dopo parte per Lipsia con la fidanzata.
Il mattino seguente Armstrong incontra all'università il rettore con alcuni professori che vorrebbero sentire da lui che cosa sa veramente in materia di missilistica; fra questi, fieramente discosto, sta il supponente e stravagante professor Lindt, ansioso di poter portare ai colleghi russi a Leningrado, ove sta per recarsi, qualche chicca sullo stato di avanzamento dei lavori in materia di missili negli Stati Uniti.
L'indomani mattina Armstrong, nel laboratorio di Lindt, riesce, sfruttando la vanità dell'eminente scienziato tedesco-orientale, che non vede l'ora di impartire una lezione al giovane fisico americano e dimostrare quindi la sua superiorità come scienziato, a strappargli la formula risolutiva sulla quale lui e i colleghi americani s'erano inutilmente, fino ad allora, impegnati. Tuttavia la scoperta del cadavere di Gromek fa di Armstrong un sospettato; questi, sempre accompagnato dalla fidanzata, riesce a sfuggire alle ricerche della polizia tedesco-orientale grazie ad altri membri di Pi-greco, che li faranno prima ritornare a Berlino Est con un rocambolesco viaggio in bus e poi entrare in un teatro; al termine dello spettacolo, Armstrong e la fidanzata dovranno nascondersi in due cesti di costumi di scena che, con altri bagagli e l'intero corpo di ballo, verranno trasferiti a Stoccolma.
Ma in teatro succede l'imprevisto: la vista, inverosimilmente acuta, della prima ballerina li individua fra gli spettatori: viene chiamata la polizia, che accorre in forze e si dispone nei corridoi tutt'intorno alle poltrone. Armstrong, approfittando della suggestione provocata dal finto rogo che, da copione, sembra ardere sul palcoscenico, si mette a urlare al fuoco: gli spettatori spaventati si accalcano alle uscite travolgendo gli agenti, e così Armstrong e la fidanzata riescono a sparire nei cestoni dei costumi in partenza. Ultimo momento di trepidazione al porto di Stoccolma, ma poi i due fuggitivi guadagnano a nuoto la sospirata banchina, in territorio svedese.

## Produzione

### Soggetto
L'idea del film venne al regista fin dal 1951, quando due diplomatici inglesi, Guy Burgess e Donald Maclean, si rifugiarono in Unione Sovietica, destando grande scalpore.

### Sceneggiatura
La sceneggiatura venne affidata a Brian Moore, autore di romanzi di successo come The Lonely Passion of Judith Hearne; per i dialoghi furono contattati anche Keith Waterhouse e Willis Hall, gli sceneggiatori inglesi di Billy il bugiardo, un'opera teatrale molto ben accolta dal pubblico e dalla critica.

### Interpreti
Nel ruolo della protagonista femminile la casa di produzione Universal volle e impose Julie Andrews, divenuta popolarissima e molto richiesta dopo avere vinto l'Oscar con il disneyano Mary Poppins (1964) di Robert Stevenson e il grande successo di Tutti insieme appassionatamente (1965) di Robert Wise. Nel ruolo del protagonista maschile fu scritturato Paul Newman, noto seguace del metodo di recitazione Stanislavskij, a cui però Alfred Hitchcock era insofferente; nonostante l'iniziale entusiasmo dell'attore il rapporto tra i due non fu proprio ottimale: questa è infatti l'unica pellicola del regista interpretata da Newman, oltre che l'unica di Newman in coppia con la Andrews.
La scelta dei due attori, considerati tra le stelle internazionali più importanti del momento, fu molto costosa e non si rivelò del tutto felice: entrambi non erano adatti né al modello né al metodo di Hitchcock, nonostante il rispetto e la riconoscenza verso il regista pubblicamente espressi dalla Andrews (chiamata a interpretare uno dei suoi rari personaggi "seri" di quegli anni), piuttosto diversa dalle tipiche eroine bionde e sofisticate care al maestro inglese.
Nel film ebbe una parte di rilievo anche Lila Kedrova, alla quale il regista riservò un certo spazio verso la fine della pellicola e che interpretava una dimessa contessa polacca ansiosa di fuggire da Berlino Est e di espatriare negli Stati Uniti.

### Riprese
Le riprese del film iniziarono nel novembre 1965 e si conclusero nel febbraio 1966.

### Cameo
Il regista fa il suo cameo seduto su una poltrona nell'atrio dell'albergo di Copenaghen dove alloggiano i protagonisti, con in braccio una bimba (nella realtà la figlia di tre anni di Julie Andrews) che gli fa la pipì sui pantaloni.

## Distribuzione
La prima del film si ebbe il 14 luglio 1966 a Boston; il 27 luglio successivo il film aprì a New York.

## Accoglienza
Il sipario strappato venne quasi unanimemente stroncato dai critici, e anche l'accoglienza del pubblico fu piuttosto tiepida.

### Critica
Ai giudizi negativi :
- «È un brutto film. E se conosci Hitchcock, vedi subito che qui ha semplicemente fatto man bassa del suo repertorio di trucchi». (Brian Moore, in un'intervista rilasciata a Donald Spoto il 20 febbraio 1982)
- «Il film è caratterizzato da un grave errore capitale, insolito per Hitch: è per la maggior parte piatto e grigio. Il vero dramma della donna si perde, i protagonisti sembrano disinteressati alla vicenda...» (John Russell Taylor)
- «Il film è fiacco e povero di suspense»[6]
- «[...] Il regista inglese s'è affaticato meno di altre volte, tanto che il prodotto, pur apprezzabile tecnicamente, è inferiore al solito standard per qualità di trama e di regia. [...] L'incalzare delle difficoltà e degli ostacoli che in tutti i modi la drammatizzano, non obbediscono a una logica serrata, ma appaiono soprattutto come l'artificioso risultato della somma di risaputi effetti di repertorio: di qui un senso di confusione, di freddezza e di stanchezza contrae la suspense e riduce l'emozione. Gli interpreti principali risentono della forzatura dei sentimenti e delle situazioni che caratterizzano la pellicola e, per quanto si tratti di Paul Newman e di Julie Andrews, non hanno uno spicco eccezionale»[7]

seguono le rivalutazioni:
- «.[..] si tratta di una bellissima, intelligente, nonché profetica risposta ai film di James Bond»[8]
- «[...] film lucidissimo, con un ritmo quasi mai infranto e che, nel finale, ricorda quel Number Seventeen, antico paradigma inglese della ‹razionalità› dell'azione e dei suoi movimenti»[9]

### L'inverosimiglianza
Molte situazioni nella pellicola risultano inverosimili, come ad esempio riuscire a ottenere da uno scienziato la chiave logica per sviluppare una certa formula cercando di non far capire che gliela si vuole estorcere; o come l'espediente di Armstrong di urlare «al fuoco» per sfuggire alla morsa della polizia nel teatro: l'urlo d'un solo spettatore, davanti a una scenografia già tale dall'inizio della rappresentazione, nella quale il falò sul palcoscenico è finto (strisce di carta colorata mosse da una corrente d'aria ascendente a simulare le fiamme) ben difficilmente scatenerebbe in brevissimo tempo il panico in un teatro vero; tuttavia è ben evidente e facilmente osservabile come il fuoco finto sia per il protagonista lo spunto dell'idea, e infatti lui s'alza in piedi, si volta di lato e grida a un inesistente fuoco al lato della sala. Si tratta d'una situazione analoga a quella del film di Hitchcock Intrigo internazionale, quando il protagonista, in una sala d'aste, riesce a sfuggire ai sicari che lo vogliono eliminare.
Ma Hitchcock ha più volte dichiarato, in numerose interviste, che non gli interessa il realismo; lui non vuol girare documentari, vuole raccontare storie, e la finzione e l'inverosimiglianza sono componenti essenziali dello spettacolo: «Chiedere a uno che racconta delle storie di tener conto della verosimiglianza mi sembra tanto ridicolo quanto chiedere a un pittore figurativo di rappresentare le cose con esattezza»; e ancora: «Certi film sono dei pezzi di vita, i miei sono dei pezzi di torta».

## Sequenze celebri
Ci sono un paio di sequenze degne di menzione e del miglior Hitchcock:
Nel museo di Berlino
La prima è il tentativo di depistaggio di Gromek da parte di Armstrong, che allo scopo si reca in un museo berlinese. Si tratta d'un fabbricato neoclassico, l'interno è vuoto di visitatori: solo Armstrong e, a distanza, Gromek. Una scenografia surreale, con Armstrong che percorre a passo deciso queste sale e questi corridoi solitari, in penombra, e il cui aspetto ricorda le architetture metafisiche di De Chirico e i labirinti di Escher; unico suono, i passi dei due che si alternano: quelli di Armstrong quando cammina e l'eco di quelli di Gromek (che qui non si vede mai) quando Armstrong si ferma per accertarsi di essere seguito. Un senso di destino incombente, una sequenza da antologia.
L'uccisione di Gromek
La seconda è quella dell'uccisione di Gromek alla fattoria. Gromek accusa Armstrong di essere una spia, gli vaticina l'ergastolo e alla contadina (uno dei membri di Pi-greco), fa intendere, la forca. Ma quando, impugnando una rivoltella, telefona al comando di polizia, la contadina gli butta addosso un recipiente pieno di farina, Armstrong ne approfitta per togliergli l'arma e aggredirlo alle spalle; i due si divincolano, Gromek invita sprezzantemente Armstrong a non aggravare la sua posizione («Adesso basta scherzare, io sono un agente addestrato: la posso stendere con un solo braccio, tenendo l'altro dietro la schiena...»); ma, nonostante l'addestramento vantato dall'agente di polizia, Armstrong gli tiene sempre il braccio intorno al collo finché la contadina non gli pianta la lama di un coltellaccio da cucina nella parte superiore del torace; Gromek, pur sanguinando copiosamente cade, riesce comunque ad alzarsi e a bloccare Armstrong stringendolo forte al collo e impedendogli così i movimenti; la contadina cerca di fiaccarne la resistenza colpendolo ripetutamente, con una pala, alle ginocchia, finché non le viene l'idea di spalancare il portello del forno della cucina e aprire i becchi del gas per poi trascinare Gromek e infilargli la testa nel forno: il monossido di carbonio porta a compimento ciò che il coltello da cucina ha iniziato.
Hitchcock ebbe a dire di avere ideato questa scena per mostrare quanto sia difficile, a chi non è un assassino professionista ma una persona comune, uccidere un proprio simile, soprattutto se usa armi improprie, ad esempio oggetti d'uso corrente.

## Colonna sonora
Con questo film il celeberrimo sodalizio artistico di Alfred Hitchcock con il compositore abituale dei suoi film, il maestro  Bernard Herrmann, è terminato: il regista non è entusiasta della partitura e la produzione vorrebbe imporgli anche canzoni pop, anche per intercettare i gusti del momento e rendere più commerciabile la pellicola; per Herrmann è troppo, e così egli ritira la sua partitura lasciando la produzione: al suo posto viene chiamato John Addison.
La scena dell'uccisione di Gromek era stata pensata inizialmente da Bernard Herrmann con sottofondo musicale, mentre nel montaggio finale con il commento di John Addison la musica è assente; nel documentario Music for the Movies si può vedere la scena come l'aveva pensata musicalmente Herrmann.
La scena del balletto a teatro sfrutta frammenti del brano orchestrale Francesca da Rimini di Čajkovskij.